# منصور یاقوتی
منصور یاقوتی (۵ اسفند ۱۳۲۷ – ۸ دی ۱۴۰۳) داستان‌نویس، شاعر و منتقد ادبی بود. وی آثاری در زمینۀ داستان کوتاه، داستان بلند و رمان فارسی خلق کرده و از چهره‌های مطرح در میان نویسندگان نسل دههٔ ۱۳۴۰ و ۱۳۵۰ خورشیدی ایران به‌شمار می‌آمد. وی همچنین از روستانویسان دهه ۱۳۵۰ (خورشیدی) و از پیروان سبک صمد بهرنگی بود.

## زندگی
منصور یاقوتی در ۵ اسفند ۱۳۲۷ در روستای کیوه‌نان شهرستان سنقر و کلیایی در استان کرمانشاه زاده شد. پس از مهاجرت خانواده‌اش به شهر کرمانشاه در ۷ سالگی، تحصیلات ابتدائی در مدرسهٔ داریوش در کرمانشاه و دوران دبیرستان را در مدرسهٔ کزازی گذراند و موفق به دریافت دیپلم ادبی شد. پس از آن به عنوان سرباز سپاه دانش به روستاهای کردنشین کرمانشاه رفت و به آموزگاری پرداخت. او در مهر ۱۳۵۰ به صورت رسمی به استخدام وزارت آموزش و پرورش درآمد و پس از پنج سال فعالیت به عنوان آموزگار روستا در شهر کرمانشاه به تدریس در مدرسهٔ حسینعلی گویا پرداخت.
منصور یاقوتی از شهریور ۱۳۵۸ بدون کیفر خواست یا حضور در دادگاهی یا ارائه دلیل از آموزش و پرورش پاکسازی شد و از آن زمان در کنار نویسندگی به مشاغل دیگری به مانند کارگری، نگهبانی ساختمان و سرایداری پرداخت.

## دستگیری و زندان
یاقوتی نخستین بار در دوران تحصیل در دبیرستان کزازی در کرمانشاه در سال ۱۳۴۶ دستگیر شد. دستگیری دوم وی در سال ۱۳۵۶  و در زمان حکومت نظامی ازهاری بود. وی در این زمان از زندان شهربانی کرمانشاه به زندان کمیته مشترک ضدخرابکاری برده شد و تا روی کار آمدن دولت شاپور بختیار در زندان ماند. یاقوتی پس از انقلاب ۱۳۵۷ به فعالیت سیاسی خود ادامه داد و از تیر ۱۳۶۰ به دلیل فعالیت‌ها و ارتباطات سیاسی تحت تعقیب حکومت جمهوری اسلامی قرار گرفت و سه سال به صورت مخفیانه زندگی می‌کرد. وی در ۶ فروردین ۱۳۶۳ در تهران دستگیر و به زندان دیزل‌آباد کرمانشاه منتقل شد و به مدت ۵ سال در زندان بود.

## درگذشت
منصور یاقوتی پس از یک دوره بیماری و بستری شدن در بیمارستان در روز شنبه ۸ دی ۱۴۰۳ در خانه خود در کرمانشاه درگذشت.
پیکر یاقوتی روز ۹ دی در قطعه هنرمندان و نام‌آوران باغ فردوس کرمانشاه با حضور جمعی از نویسندگان، هنرمندان، فرهنگیان و مردم کرمانشاه به خاک سپرده‌شد.
گروه‌ها و سازمان‌های متعدد مانند حزب حیات آزاد کردستان، حزب دموکرات کردستان ایران، سازمان اتحاد فداییان خلق ایران، سازمان دموکراتیک یارسان، کانون نویسندگان ایران، سندیکای کارگران فلزکار مکانیک ایران با انتشار بیانیه‌هایی درگذشت یاقوتی را تسلیت گفتند.
همچنین استاندار کرمانشاه، شهردار کرمانشاه، مدیرکل کانون پرورش فکری کودکان و نوجوانان استان کرمانشاه و مدیرکل فرهنگ و ارشاد اسلامی استان کرمانشاه نیز با انتشار پیام‌هایی درگذشت وی را تسلیت گفتند.

## ویژگی‌های ادبی
عباس معروفی در نشریهٔ گردون به دلیل جملات کوتاه، ادبیات قائم به ذات و به دور از تقلید یاقوتی وی را «چخوف ایران» نامید. یاقوتی همچنین به‌سبب توصیف فضاهای روستایی و زندگی دهقانان و فرودستان و نیز ارائهٔ تصویری واقع‌گرایانه و انتقادی از جامعهٔ روستایی کردستان ایران جایگاه مهمی در ادبیات روستایی و همچنین ادبیات اقلیمی منطقهٔ جنوب کردستان ایران دارد. این داستانها در واقع بر اساس خاطرات کودکی نویسنده نگاشته شده و مملو از تصاویر نوستالژیک از ده و روابط گرم و صمیمانه روستایی است. وی همچنین علاوه بر آثار ادبی خود که عمدتاً رئالیسم موسوم به کارگری، واقع‌گرایی سوسیالیستی هستند، در زمینه‌های مختلف مانند گردآوری افسانه‌ها، تحقیق در ادبیات فولکلوریک و شاهنامه کُردی نیز فعالیت کرده است.
یاقوتی در مصاحبه با هفته‌نامۀ «صدای آزادی» دربارۀ رمان چراغی بر فراز مادیان‌کوه گفته بود:
«سال ۱۳۵۴ خورشیدی در روستای میدان از کلیایی کرماشان معلم بودم. روزی از یک پیرمرد حدوداً ۹۰ ساله شنیدم که: در زمان کودکی‌ام، یک یاغی در این کوه (مادیان‌کوه) زندگی می‌کرد به نام «حاجی باجلان». او هر روزه به سُنقُر می رفت. از ثروتمندان پول و مواد غذایی می‌گرفت و در بین مردم فقیر، قسمت می‌کرد. این شخصیت، الهام‌بخش من شد، اما نامش را به چراغ تغییر دادم.»

## آثار

### داستان کوتاه
- زخم، ۱۳۵۰؛ ت‍ه‍ران: شبگیر‏‫، ۱۳۵۲؛ چاپ سوم
- گل‌خاص، ۱۳۵۰، چاپ هفتم، ترجمه به زبان کردی
- سال‌های پرخاطره، تبریز: پیوند‏‫. ‬
- کودکی من: م‍ج‍م‍وعهٔ ۶ ق‍صهٔ پ‍ی‍وس‍ت‍ه‌‬، ۱۳۵۱؛ تبریز: پیوند‏‫، ۱۳۵۴؛ چاپ یازدهم
- داستان‌های آهودره، تهران: ش‍ب‍گ‍ی‍ر‏‫، ۱۳۵۴؛ چاپ دوم
- با بچه‌های ده خودمان، ت‍ه‍ران: آوا‏‫، ۱۳۵۴؛ چاپ دهم
- سال کورپه، تهران: شباهنگ، ۱۳۵۶.
- درخ‍ت خ‍ش‍ک ب‍اغ پ‍رگ‍ل‌
- آواز کوه، تهران: نشر آینده، ۱۳۵۶.
- مردان فردا، تهران: ش‍ب‍گ‍ی‍ر‏‫، ۱۳۵۶؛ برنده بهترین کتاب سال توسط شورای کتاب کودک
- توشای پرندهٔ غریب زاگُرس، تهران: نشر آروین، ۱۳۷۴؛ ت‍ه‍ران: ه‍وای ت‍ازه، ۱۳۸۲؛ ت‍ه‍ران: پ‍ان‍ی‍ذ‏‫‏، ۱۳۸۵؛ چاپ چهارم
- در گ‍ذر ب‍اد‏، ت‍ه‍ران‏‫: ص‍دای م‍ع‍اص‍ر‏‫، ۱۳۷۹.
- آت‍ش و آواز، ت‍ه‍ران: ن‍گ‍ار و ن‍ی‍م‍ا (ن‍گ‍ی‍م‍ا)، ۱۳۸۵.
- خط مرزی، تهران: نگار و نیما (نگیما)‏‫، ۱۳۸۷. ‏‬
- تنهاتر از ماه، تهران: آزادمهر، ‏‫‏۱۳۹۰. ‬
- داستان‌های آهودره (هفت کتاب در یک کتاب: مجموعه آثار دههٔ ۵۰، تهران: نشر شباهنگ، ۱۳۹۱.
- قصه‌های زاگرسُ تهران: شباهنگ‏‫، ۱۳۹۸. ‬
- چشم هیچکاک، تهران: هیلا، ۱۳۹۲.

### داستان بلند
- پاجوش، کرمانشاه: دیباچه، ‏‫۱۴۰۱. ‬‬ چاپ دهم
  - با نام ژرفا، تهران: افراز، ۱۳۸۹.
- زیرآفتاب، چاپ اول
- چراغی بر فراز مادیان‌کوه، تهران: شبگیر؛ تهران: نگاه، ۱۳۷۰؛ کرمانشاه: دیباچه، ‏‫۱۳۹۸؛ چاپ بیش از ۲۰هزار نسخه، ترجمه به زبان کردی
- افسانهٔ سیرنگ، ت‍ه‍ران: ن‍ق‍ش ق‍ل‍م، ۱۳۷۹؛ ت‍ه‍ران: س‍ی‍م‍رو، ۱۳۷۹؛ تهران: ترجمان اندیشه، ۱۳۸۲.
- شلیک به عشق: رمان نو، تهران: جاویدان، ‏‫۱۴۰۰. ‬

### رمان
- دهقانان، ت‍ه‍ران: ش‍ب‍اه‍ن‍گ‏‫، ۱۳۶۰؛ ‏‫تهران‬‏‫: شباهنگ‬، ‏‫‏۱۳۸۸؛ چاپ سوم
- بن‌بست، چاپ اول: ۱۳۸۵؛ تهران: افراز‏‫، ۱۳۸۹. ‬
- حماسهٔ بابک خرمدین اسطورهٔ ایران‌زمین، تهران: نگاه، ‏‫۱۳۹۹. ‬

### شعر
- م‍اه و پ‍رچ‍ی‍ن‌، م‍ج‍م‍وع‍ه‍. ش‍ع‍رهای ۱۳۵۳ ت‍ا ۱۳۵۷، ت‍ه‍ران: م‍رج‍ان، ۱۳۶۹.
- اخگری در مه، کرمانشاه: دیباچه، ‏‫۱۳۹۴. ‬

### پژوهش و گردآوری فولکلور
- افسانه‌هائی از ده‌نشینان کُرد، تهران: شباهنگ‏‫، ۱۳۵۸؛ چاپ هفتم
- مادیان چهل کره، تهران: کتاب آمه، ۱۳۹۱.
- رازه‍ا: اف‍س‍ان‍ه‌ه‍ای کُردی‌، ت‍ه‍ران: ن‍گ‍ار و ن‍ی‍م‍ا (ن‍گ‍ی‍م‍ا)، ۱۳۸۵.
- یادداشت‌های یک آموزگار، تبریز: پیوند.
- آیین یارسان در اساطیر اقوام کُرد، تهران: دات، چاپ اول: ۱۳۹۹.

### نقد
- نگاهی به آثار درویشیان، چاپ اول
- گامی به پیش، چاپ اول
- مسعود کیمیایی و جهان رمان: خوانشی بر ادبیات داستانی مسعود کیمیایی با محوریت جسدهای شیشه‌ای، به‌همراه آرش سنجابی، تهران: افراز‏‫، ۱۳۸۸؛ تهران: کتاب آمه، ‏‫۱۳۹۰. ‬
- هستی‌شناسی فهم: خوانشی بر ادبیات داستانی مسعود کیمیایی با محوریت جسدهای شیشه‌ای، به‌همراه آرش سنجابی، تهران: کتاب آمه، ۱۳۹۱.
- داستان و داستان‌نویس، تبریز: پیوند‏‫، ۱۳۵۹. ‬
- فردوسی، اسطوره و رئالیسم، تهران: نگار و نیما (نگیما)‏‫، ۱۳۸۵. ‬

### کودک و نوجوان
- پری چل گیس، سه قصه (همراه با قصه‌ای از ملااحمد جامی)، تهران: نشر قطره‏‫، ۱۳۹۱. ‬
- خرچنگ بلند پرواز، تصویرگر نفیسه شهدادی، تهران: شهر قلم‏‫، ۱۳۹۸. ‬

### جُنگ
- بچه‌های کرماشان، گردآوری و تنظیم: منصور یاقوتی، تهران: شباهنگ، ۱۳۵۸.
- پشت دیوار برف، مجموعهٔ چند انشاء از دانش‌آموزان یک روستا، تهران: شبگیر، ۱۳۵۸.
- یاقوت‌ها و الماس‌ها، به‌گزینی از داستان‌های کوتاه جهان، گردآوری منصور یاقوتی، تهران: مروارید‏‫، ۱۳۸۸.

### ترجمه
- بَرزونامه: شاهنامه کردی، تهران: ققنوس، ۱۳۹۱.

### مقالات
- ی‍اق‍وت‍ی، م‍ن‍ص‍ور، آی‍ا ای‍ن زب‍ان م‍ن‍اس‍ب اس‍ت؟، در ت‍ک‍اپ‍و، ش ۱۱، ت‍ی‍ر و م‍رداد ۱۳۷۳؛ صص ۶۲–۶۳.
- ی‍اق‍وت‍ی، م‍ن‍ص‍ور، دی‍و م‍ظه‍ر خ‍ش‍ون‍ت در ادب ک‍ه‍ن‌، ج‍ام‌ج‍م، ۲۳ آذر ۱۳۸۲، ص ۷؛ پ‍ژوه‍ش‍ن‍امهٔ ادب‍ی‍ات ک‍ودک و ن‍وج‍وان، ش ۲۷، زم‍س‍ت‍ان ۱۳۸۰؛ ص‌ص ۳۴–۳۷.
- ی‍اق‍وت‍ی، م‍ن‍ص‍ور، آت‍ش و اب‍ری‍ش‍م‌، پ‍ژوه‍ش‍ن‍امهٔ ادب‍ی‍ات ک‍ودک و ن‍وج‍وان، ش ۳۱، زم‍س‍ت‍ان ۱۳۸۱؛ صص ۹۴–۹۹.
- رستم و خط قرمز، در خط قرمز: آزادی اندیشه و بیان و حد و مرزهای آن، تهران: قطره، ۱۳۷۷؛ صص ۱۵۹–۱۶۴.
- نقد و نگاه منصور یاقوتی به مجموعه شعر اندوه اساطیری میترا یاقوتی، کرمانشاه: دیباچه‏‫، ۱۳۹۸. ‮‬
- ی‍اق‍وت‍ی، م‍ن‍ص‍ور، درب‍ارهٔ آواز م‍اه، م‍ج‍م‍وع‍ه‍. ش‍ع‍رمیترا یاقوتی، پ‍روی‍ن، ش ۸، م‍ه‍ر ۱۳۸۱؛ ص ۱۵.
- بنیادهای داستان‌نویسی: مجموعه مقالات، تهران: کیان‌افراز‏‫، ‏‫۱۳۹۷. ‬‬‬

### آثار کُردی
- لورکا، فدریکو گارسیا. سۊر خۊن (ترجمه به کُردی).[۲۴]
- چاڵ (داستان کوتاه کُردی)، انتشار اینترنتی.

### آثار منتشرنشده
- پ‍ائ‍ی‍ز و پ‍روان‍ه: زندگی‌نامهٔ م‍ن‍ص‍ور ی‍اق‍وت‍ی‌، ت‍ه‍ران: پ‍ان‍ی‍ذ، ۱۳۸۴.
- پروانه بر خاک: مجموعه داستان، تهران: افراز‏‫، ۱۳۸۹. ‬
- پشت جبهه: مجموعه داستان، تهران: روزگار‏‫، ۱۳۸۹. ‬
- ت‍راژدی ی‍زدگ‍رد: رم‍ان ت‍خ‍ی‍ل‍ی‌، ت‍ه‍ران: پ‍ان‍ی‍ذ، ۱۳۸۴.
- داستان‌های پراکنده: مجموعه داستان، تهران: روزگار، ‏‫‬‏۱۳۸۹.
- زخم این قصه: نقد و بررسی رمانی از مسعود کیمیایی، تهران: اختران‏‫، ۱۳۹۸. ‬
- زیر تیغ: داستان بلند اسطوره‌ای-تخیلی، تهران: افراز‏‫، ۱۳۸۹. ‬
- ش‍ه‍ر ج‍ادو، ت‍ه‍ران: پ‍ان‍ی‍ذ، ۱۳۸۴.
- ص‍د ان‍درز، ت‍ه‍ران: پ‍ان‍ی‍ذ، ۱۳۸۴.
- طوطی و پریزاد، کرمانشاه: دیباچه، ‏‫۱۳۹۸. ‬
- غروب حماسه: مجموعه داستان، تهران: افراز‏‫، ۱۳۸۸. ‬

## دربارهٔ منصور یاقوتی
- اس‍دپ‍ور پ‍ی‍ران‍ف‍ر، ح‍س‍ی‍ن (ح.ا. پیرانفر)، ‏‫دارکوب باران‌خورده‬‏‫، تهران: رستاخیز‬‏‫، ۱۳۳۵. ‬
- آهنگری، افسانه و مبارک، وحید‏‫، جایگاه زن در آثار محمدباقر میرزاخسروی، مهشید امیرشاهی، علی‌اشرف درویشیان و منصور یاقوتی، کرمانشاه: رایان‏‫، ۱۳۹۸. ‬
- خلیلی، نسیم، چراغی بر فراز قصه‌ها: شناخت‌نامه منصور یاقوتی، جهانش، قصه‌ها و نوشته‌هایش، تهران: آفتابکاران‏‫، ۱۴۰۱. ‬
- دس‍ت‍غ‍ی‍ب، ع‍ب‍دال‍ع‍ل‍ی، ق‍ص‍ه‌ای ب‍ا رن‍گ س‍ی‍اه و س‍ف‍ی‍د، ج‍ام‌ج‍م، ۵ اردی‍ب‍ه‍ش‍ت ۱۳۸۳؛ ص ۶.

## اقتباس از آثار
به گفتهٔ منصور یاقوتی، رمان چراغی بر فراز مادیان‌کوه چندین بار از سوی کارگردانان مختلف برای اقتباس سینمایی مورد توجه قرار گرفت، اما به دلیلی هر بار به دلیلی مسائل مالی امکان ساخت آن فراهم نشده است. با این حال بخشی از سکانس‌های فیلم سینمایی دادا با بازی ایرج قادری و فخری خوروش به کارگردانی ایرج قادری که در سال ۱۳۶۱ ساخته شده است، برداشتی از این رمان است.

## جوایز
- جایزهٔ بهترین کتاب سال ایران از شورای کتاب کودک، برای مجموعه داستان «مردان فردا»[۲۶]